# Robert Upshaw
Robert Ridjell Upshaw III (nacido el 5 de enero de 1994 en Fresno, California) es un jugador de baloncesto estadounidense que se desenvuelve en la posición de pívot, destaca por sus cualidades defensivas, en especial como taponeador. Jugó al baloncesto para la universidad de Fresno State y la Universidad de Washington antes de no ser reclutado en el Draft de la NBA de 2015. Actualmente forma parte de la plantilla del BC Tsmoki-Minsk de la Premier League de Bielorrusia.

## Trayectoria deportiva

### Inicios
Upshaw jugó al baloncesto en el Instituto católico San Joaquin de su ciudad natal de Fresno, California. 

### Universidad
Tras ello se comprometió a jugar al baloncesto universitario para la Universidad Estatal de Kansas, pero fue liberado de su compromiso cuando el entrenador jefe de los Wildcats Frank Martin se fue a South Carolina. Decidió entonces jugar en la Universidad Estatal de Fresno, donde en la temporada 2012-13 promedió 4,1 puntos, 3,8 rebotes y 1,8 tapones por partido. En verano después de su primera temporada, Upshaw fue despedido de los Bulldogs por violaciones del reglamento del equipo.
El pivot fue transferido a la Universidad de Washington. Después de estar fuera en la temporada 2013-14 por las reglas de transferencia de la NCAA, jugó 19 partidos para los Huskies, promediando 10.9 puntos, 8.2 rebotes y 4.5 tapones por partido. El 26 de enero de 2015, Upshaw fue despedido del programa de Washington, de nuevo por violaciones de las reglas del equipo. Hasta el momento de su despido lideraba las estadísticas del país en tapones por partido.

### Profesional
Upshaw declaró su elegibilidad para el draft 2015 de la NBA en lugar de la transferencia al programa de otra universidad. En el Draft de la NBA de 2015 Upshaw fue uno de los jugadores más altos y el de mayor envergadura. El jugador fue proyectado como parte baja de la primera ronda o de los primeros posicionados de la segunda, sin embargo sus problemas extradeportivos hicieron que no fuese seleccionado en el draft, sin embargo al día siguiente fue reclutado por Los Angeles Lakers para incorporarse a la plantilla angelina en la Liga de Verano de Las Vegas , con una muy buena actuación a nivel defensivo en el primer partido ante los Minnesota Timberwolves efectuando tres tapones sobre Karl-Anthony Towns en apenas 12 minutos de juego. 
El 20 de octubre tras disputar cuatro encuentros durante la pretemporada del equipo angelino fue cortado, incorporándose a su equipo filial, Los Angeles D-Fenders, donde disputó 28 partidos en la liga de desarrollo, promediando 7,3 puntos y 4,5 rebotes antes de ser despedido el 13 de marzo de 2016 por violar la política antidrogas del equipo.
El 15 de julio de 2016, Upshaw firmó un contrato con los Indios de San Francisco de Macorís de la Liga Nacional de Baloncesto de la República Dominicana. Sin embargo, fue cortado el 19 de julio después de aparecer en dos partidos con el equipo.
El 1 de septiembre de 2016 se confirmó su fichaje por el BC Kalev/Cramo uno de los equipos punteros de la liga estonia de baloncesto.
En verano de 2020, firmó por el Baloncesto Fuenlabrada de la Liga Endesa con el que jugó los tres primeros partidos de liga, promediando 10,3 puntos y 4,7 rebotes por encuentro en 23 minutos de media, pero que no fueron suficientes para el club, por lo que fue cortado en octubre de 2020 y sustituido por Shevon Thompson. Robert acabaría la temporada en las filas del Torku Konyaspor B.K. de Turquía.
El 24 de agosto de 2021, firma por el BC Tsmoki-Minsk de la Premier League de Bielorrusia.